# Juan González Arintero

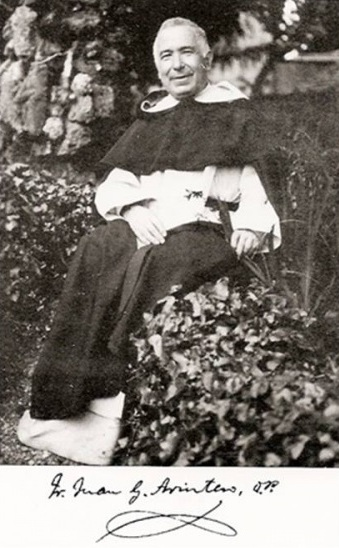
Juan González Arintero

Juan González Arintero OP (* 24. Juni 1860; † 20. Februar 1928), Dominikaner seit 1875, katholischer Priester, spanischer Theologe, lehrte vor allem in Salamanca Apologetik und Geistliche Theologie. Er gründete 1921 in Bilbao die Zeitschrift La Vida Sobrenatural, eine erste Fachzeitschrift für Mystische Theologie. Diese hatte Vorbildfunktion für andere europäische Zeitschriften, wie etwa der Zeitschrift für Aszese und Mystik (Innsbruck 1926). Arintero gehört zu den Begründern der modernen Spiritualität. Seine Bedeutung liegt insbesondere darin, dass sein integrativer Ansatz die neuscholastische Trennung von Aszese und Mystik zu überwinden half. Von aktueller Bedeutung ist zudem seine evolutive Ekklesiologie. Die mystische Dimension der Kirche (corpus Christi mysticum) ist das Prinzip ihrer kollektiven Entfaltung und Vollendung.